# 国道381号
国道381号（こくどう381ごう）は、高知県須崎市から愛媛県宇和島市に至る一般国道である。

## 概要

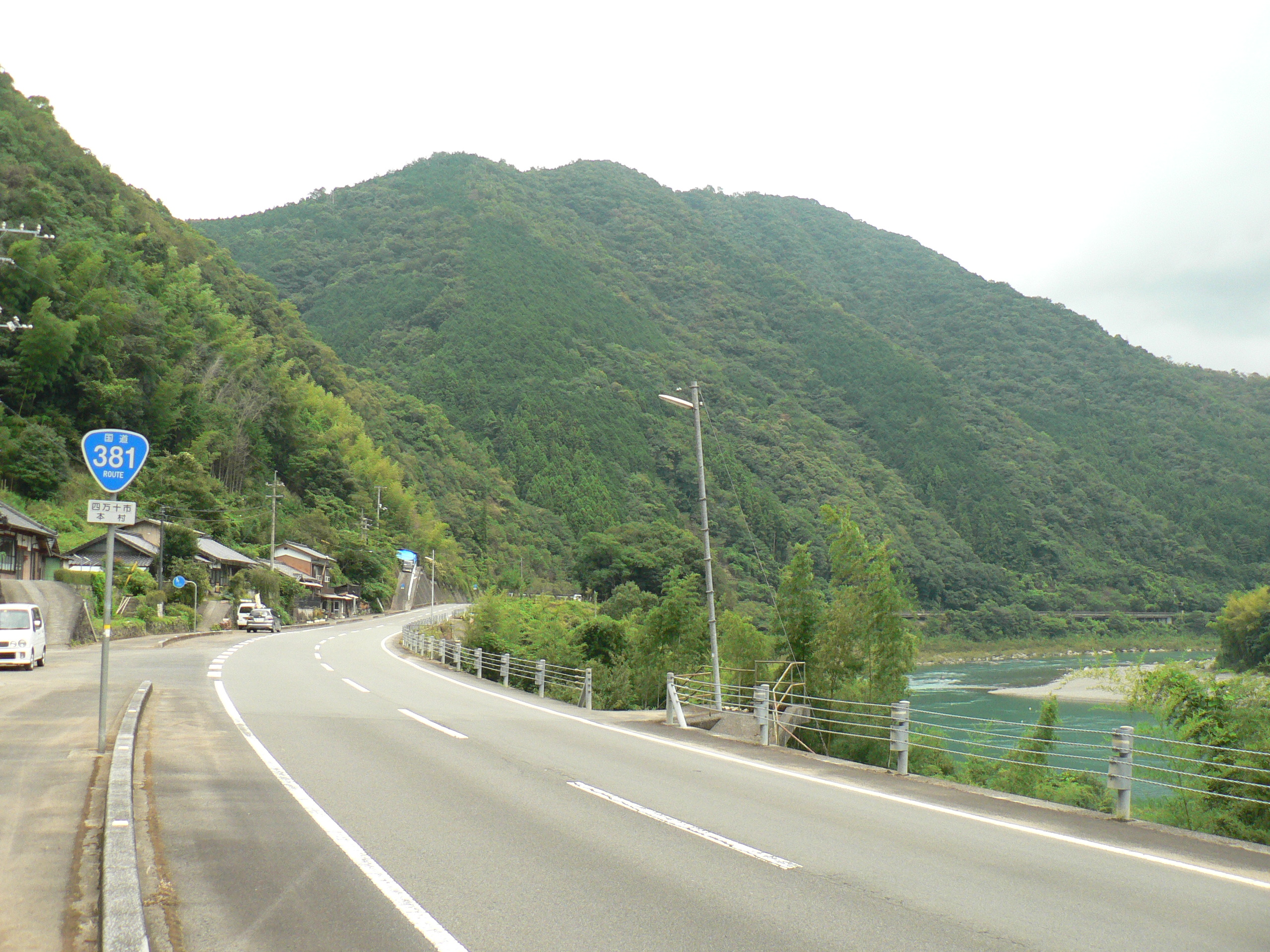
四万十川沿いの国道381号。高知県四万十市本村付近。2013年9月撮影。

高知県高岡郡四万十町の古市町交差点から国道56号より分岐し単独区間となり、　愛媛県北宇和郡鬼北町の永野市交差点で国道320号と合流する。北宇和郡松野町に道幅の狭い区間が残存しているが、おおむね片側1車線が確保された路線である。

### 路線データ
一般国道の路線を指定する政令に基づく起終点および重要な経過地は次のとおり。
- 起点：須崎市（国道56号上、国道197号交点、高知県道388号吾井郷下分線終点）
- 終点：宇和島市（栄町港交差点 = 国道56号交点、国道320号上、愛媛県道268号宇和島港線終点）
- 重要な経過地：高知県高岡郡窪川町[注釈 2]、同県幡多郡大正町[注釈 2]、同郡西土佐村[注釈 3]、愛媛県北宇和郡広見町[注釈 4]
- 総延長 : 111.9 km（愛媛県 25.6 km、高知県 86.2 km）[2][注釈 5]
- 重用延長 : 42.5 km（愛媛県 13.4 km、高知県 29.1 km）[2][注釈 5]
- 未供用延長 : なし[2][注釈 5]
- 実延長 : 69.4 km（愛媛県 12.2 km、高知県 57.2 km）[2][注釈 5]
  - 現道 : 69.1 km（愛媛県 12.2 km、高知県 56.9 km）[2][注釈 5]
  - 旧道 : 0.3 km（愛媛県 - km、高知県 0.3 km）[2][注釈 5]
  - 新道 : なし[2][注釈 5]
- 指定区間 : 国道56号と重複する区間（高知県須崎市（起点） - 高岡郡四万十町・四万十町古市町交差点）[3]

## 歴史
- 1972年（昭和47年）3月 - 高知県が主要地方道2号宇和島窪川線として県道認定。
- 1975年（昭和50年）4月1日 - 一般国道381号（高知県須崎市 - 愛媛県宇和島市）として指定。

## 路線状況

### バイパス
半家バイパス
松野東バイパス
松野東（まつのひがし）バイパスは、北宇和郡松野町大字吉野に建設されたバイパス道路である。2012年（平成24年）9月19日に全線で供用を開始した。
愛媛県南予地方の高知県境近くに位置する。吉野生地区の中心である吉野の人家連担地区は道幅が狭く、1940年（昭和15年）に建設された幅員4.4 mの吉野橋は車両の離合が不可能になっていた。沿線では交通事故が多発し、歩行者の安全確保のためにも道路改良が求められてきた。当該区間は一次緊急輸送道路に指定されており、災害時の孤立を防止するための通行確保が求められた。また、終点の宇和島市には四国西南部で唯一の三次医療施設である宇和島市立宇和島病院が立地していることから、愛媛県のみならず県境を越えて高知県からの救急搬送のためのアクセス向上も求められた。このため、愛媛県によってバイパス道路を建設することとなった。
バイパスの主な構造物は、延長353 mのトンネルと広見川をまたぐ延長118 mの橋梁、JR四国予土線の跨線橋からなる。2001年（平成13年）度から事業着手し、2009年（平成21年）12月22日に橋梁を含む西側370 mの供用を開始していた。
バイパスデータ
- 延長：1,403 m
- 標準幅員：全幅9.75 m（3.0 m×2車線、片側歩道2.0 m）
- 道路区分：第3種第3級
- 設計速度：50 km/h

### 重複区間
- 国道56号（高知県須崎市下分甲・起点 - 高岡郡四万十町古市町・四万十町古市町交差点）
- 国道439号（高知県高岡郡四万十町大正）
- 国道441号（高知県四万十市西土佐江川崎 - 愛媛県北宇和郡鬼北町大字出目）
- 国道320号（愛媛県北宇和郡鬼北町大字永野市・永野市交差点 - 宇和島市・終点）

### 道路施設

#### 橋梁
- 高知県
  - 新荘川橋（新荘川、須崎市、国道56号重複区間内）
  - 駄馬崎橋（高岡郡四万十町）
  - 川平橋（四万十川、高岡郡四万十町）
  - 半家橋（四万十川、四万十市）
- 愛媛県
  - 新折付橋（宇和島市、国道320号重複区間内）

#### トンネル
- 高知県
  - 角谷トンネル：延長420 m、1967年（昭和42年）竣工、須崎市（国道56号重複区間内）
  - 久保宇津トンネル：延長167 m、1967年（昭和42年）竣工、須崎市（国道56号重複区間内）
  - 安和トンネル：延長245 m、1967年（昭和42年）竣工、須崎市（国道56号重複区間内）
  - 焼坂トンネル：延長966 m、1969年（昭和44年）竣工、須崎市 - 高岡郡中土佐町（国道56号重複区間内）
  - 久礼トンネル：延長75 m、1968年（昭和43年）竣工、高岡郡中土佐町（国道56号重複区間内）
  - 久礼坂第一トンネル：延長78 m、1970年（昭和45年）竣工、高岡郡中土佐町（国道56号重複区間内）
  - 久礼坂第二トンネル：延長82 m、1970年（昭和45年）竣工、高岡郡中土佐町（国道56号重複区間内）
  - 久礼坂第三トンネル：延長184 m、1970年（昭和45年）竣工、高岡郡中土佐町（国道56号重複区間内）
  - 久礼坂第四トンネル：延長208 m、1970年（昭和45年）竣工、高岡郡中土佐町（国道56号重複区間内）
  - 窪川トンネル：延長280 m、1977年（昭和52年）竣工、高岡郡四万十町（国道56号重複区間内）
  - 広瀬トンネル：延長137 m、1977年（昭和52年）竣工、高岡郡四万十町
  - 田野々トンネル：延長178 m、1993年（平成5年）竣工、高岡郡四万十町
  - 浦越トンネル：延長565 m、1991年（平成3年）竣工、高岡郡四万十町
  - 津賀トンネル：延長70 m、1981年（昭和56年）竣工、高岡郡四万十町
  - 三島トンネル：延長249 m、1966年（昭和41年）竣工、高岡郡四万十町
  - 十和トンネル：延長300 m、1985年（昭和60年）竣工、高岡郡四万十町
  - 川平トンネル：延長598 m、1995年（平成7年）竣工、高岡郡四万十町）
  - 四万十トンネル：延長981 m、2006年（平成18年）竣工、高岡郡四万十町 - 四万十市）
  - 江川トンネル：延長647nbsp;m、2006年（平成18年）竣工、四万十市）
- 愛媛県
  - 松野東トンネル：延長353 m、2011年（平成23年）竣工、北宇和郡松野町）
  - 鮎返隧道：延長109.5 m、幅員6.0 m、1979年（昭和54年）竣工、宇和島市（国道320号重複区間内）
  - 柿原トンネル：延長445 m、幅員6.5 m、1990年（平成2年）竣工、宇和島市（国道320号重複区間内）
  - 丸穂トンネル：延長1,065 m、幅員6.5 m、1994年（平成6年）竣工、宇和島市（国道320号重複区間内）
  - 天神トンネル：延長481 m、幅員6.5 m、1997年（平成9年）竣工、宇和島市（国道320号重複区間内）

#### 道の駅
- 高知県
  - あぐり窪川（高岡郡四万十町、国道56号重複区間内）
  - 四万十大正（高岡郡四万十町大正）
  - 四万十とおわ（高岡郡四万十町十和川口）
- 愛媛県
  - 虹の森公園まつの（北宇和郡松野町）
  - 広見森の三角ぼうし（北宇和郡鬼北町、国道320号重複区間内）

### 事前通行規制区間
1968年（昭和43年）12月に異常気象時における事前通行規制区間が定められた。
| 区間                                            | 延長   | 規制内容  | 規制内容   | 時点           |
| 区間                                            | 延長   | 時間雨量  | 連続雨量   | 時点           |
| ----------------------------------------------- | ------ | --------- | ---------- | -------------- |
| 高知県四万十市西土佐長走 - 四万十市西土佐長走間 | 2.8 km | 50 mm以上 | 200 mm以上 | 平成22年度現在 |

## 地理
高知県内の土佐街道とよばれる高岡郡四万十町から四万十市西土佐江川崎にかけての約25 km区間では、県西部を流れる四万十川の中流域に沿っている。川沿いの国道からは「日本最後の清流」とも称される四万十川の清らかな大きく蛇行する流れと、沈下橋、周囲の山村風景とを合わせた日本の原風景とも形容される独特の景観が随所でみられる。単独区間は、ほぼJR四国予土線と並走する。

### 通過する自治体
- 高知県
  - 須崎市 - 高岡郡中土佐町 - 高岡郡四万十町 - 四万十市
- 愛媛県
  - 北宇和郡松野町 - 北宇和郡鬼北町 - 宇和島市

### 交差する道路
| 交差する道路                                                             | 都道府県名 | 市町村名 | 市町村名 | 交差する場所           | 交差する場所         |
| ------------------------------------------------------------------------ | ---------- | -------- | -------- | ---------------------- | -------------------- |
| 国道56号 重複区間起点 国道197号 高知県道388号吾井郷下分線                | 高知県     | 須崎市   | 須崎市   | 下分甲                 | 起点                 |
| E56 高知自動車道 / 須崎道路                                              | 高知県     | 須崎市   | 須崎市   | 下分乙                 | 14 須崎西IC          |
| 高知県道320号久礼須崎線                                                  | 高知県     | 須崎市   | 須崎市   | 安和                   |                      |
| E56 高知自動車道                                                         | 高知県     | 高岡郡   | 中土佐町 | 久礼                   | 17 中土佐IC          |
| 高知県道41号窪川中土佐線 高知県道319号奈路土佐久礼停車場線 重複区間起点  | 高知県     | 高岡郡   | 中土佐町 | 久礼                   |                      |
| 高知県道319号奈路土佐久礼停車場線 重複区間終点                           | 高知県     | 高岡郡   | 中土佐町 | 久礼                   |                      |
| 高知県道25号中土佐佐賀線                                                 | 高知県     | 高岡郡   | 中土佐町 | 久礼                   |                      |
| 高知県道41号窪川中土佐線                                                 | 高知県     | 高岡郡   | 四万十町 | 床鍋                   |                      |
| 高知県道387号四万十町東インター線                                        | 高知県     | 高岡郡   | 四万十町 | 影野                   |                      |
| 高知県道323号作屋影野停車場線                                            | 高知県     | 高岡郡   | 四万十町 | 下呉地                 |                      |
| 高知県道324号七里仁井田線                                                | 高知県     | 高岡郡   | 四万十町 | 仁井田                 |                      |
| 高知県道52号興津窪川線                                                   | 高知県     | 高岡郡   | 四万十町 | 仁井田                 |                      |
| E56 高知自動車道                                                         | 高知県     | 高岡郡   | 四万十町 | 平串                   | 19 四万十町中央IC    |
| 国道56号 重複区間終点                                                    | 高知県     | 高岡郡   | 四万十町 | 古市町                 | 四万十町古市町交差点 |
| 高知県道19号窪川船戸線                                                   | 高知県     | 高岡郡   | 四万十町 | 本町                   |                      |
| 高知県道322号松原窪川線                                                  | 高知県     | 高岡郡   | 四万十町 | 大井野                 |                      |
| 高知県道328号小味野々川口線                                              | 高知県     | 高岡郡   | 四万十町 | 南川口                 |                      |
| 高知県道329号秋丸佐賀線                                                  | 高知県     | 高岡郡   | 四万十町 | 秋丸                   |                      |
| 高知県道55号大方大正線                                                   | 高知県     | 高岡郡   | 四万十町 | 打井川                 |                      |
| 国道439号 重複区間起点                                                   | 高知県     | 高岡郡   | 四万十町 | 大正                   |                      |
| 国道439号 重複区間終点                                                   | 高知県     | 高岡郡   | 四万十町 | 大正                   |                      |
| 高知県道332号昭和中村線                                                  | 高知県     | 高岡郡   | 四万十町 | 昭和                   |                      |
| 高知県道・愛媛県道106号十和吉野線                                        | 高知県     | 高岡郡   | 四万十町 | 十川                   |                      |
| 国道441号 重複区間起点                                                   | 高知県     | 四万十市 | 四万十市 | 西土佐江川崎           |                      |
| 高知県道331号江川崎停車場線                                              | 高知県     | 四万十市 | 四万十市 | 西土佐江川崎           |                      |
| 高知県道・愛媛県道106号十和吉野線                                        | 愛媛県     | 北宇和郡 | 松野町   | 大字蕨生               |                      |
| 高知県道・愛媛県道8号西土佐松野線                                        | 愛媛県     | 北宇和郡 | 松野町   | 大字松丸               |                      |
| 愛媛県道280号下鍵山松野線                                                | 愛媛県     | 北宇和郡 | 松野町   | 大字延野々（のびのの） |                      |
| 国道441号 重複区間終点                                                   | 愛媛県     | 北宇和郡 | 鬼北町   | 大字出目               |                      |
| 国道320号 重複区間起点                                                   | 愛媛県     | 北宇和郡 | 鬼北町   | 大字永野市             | 永野市交差点         |
| 愛媛県道57号広見三間宇和島線                                             | 愛媛県     | 北宇和郡 | 鬼北町   | 大字永野市             |                      |
| 愛媛県道316号奈良近永線                                                  | 愛媛県     | 北宇和郡 | 鬼北町   | 大字奈良               |                      |
| 国道56号 国道320号 重複区間終点 国道320号 / 別線 愛媛県道268号宇和島港線 | 愛媛県     | 宇和島市 | 宇和島市 | 栄町港1丁目            | 栄町港交差点 / 終点  |

### 交差する鉄道
- 土讃線
- 予土線

### 沿線
- 四万十川
- JR四国予土線
  - 打井川駅 - 土佐大正駅 - 土佐昭和駅 - 十川駅 - 半家駅 - 江川崎駅 - 西ケ方駅 - 真土駅 - 吉野生駅 - 松丸駅 - 出目駅
- 四万十町郷土資料館（高知県四万十町大正）
- 四万十町立田野々小学校（高岡郡四万十町大正）
- 四万十町立昭和小学校（高岡郡四万十町昭和）

### 峠
- 高知県
  - 七子峠（高岡郡中土佐町 - 高岡郡四万十町、国道56号重複区間内）
  - 広瀬峠（高岡郡四万十町）
  - 屋敷峠（高岡郡四万十町）
  - 四手峠（高岡郡四万十町）